# Jan II van Arzillières
Jan II van Arzillières (Arzillières 1252 – Avignon 1320), heer van Coole, was prins-bisschop van Toul (1312-1320), wat een prinsbisdom was van het Rooms-Duitse Rijk. Het Romeins cijfer II onderscheidt hem van Jan I of Jan van Sierck.

## Levensloop
Zoals zijn naam aangeeft, groeide Jan II op in de heerlijkheid Arzillières in het graafschap Champagne, vandaag het dubbel-dorp Arzillières-Neuville in Noord-Frankrijk. Zijn vader was Willem II, heer van Arzillières. Jan was zelf heer van Coole, via de familie van zijn moeder. Jan werkte vele jaren als klerk op de domeinen van zijn familie. Op de leeftijd van 37 jaar (1289) werd hij kanunnik in het kapittel van het bisdom Châlons-en-Champagne, wat hij lang was. Hij werd aartsdiaken in het bisdom Toul (1308). Een jaar later verkoos het kapittel van de kathedraal van Toul hem tot hun bisschop (1309). Pas in 1312 werd hij tot bisschop gewijd. Hij was 60 jaar.

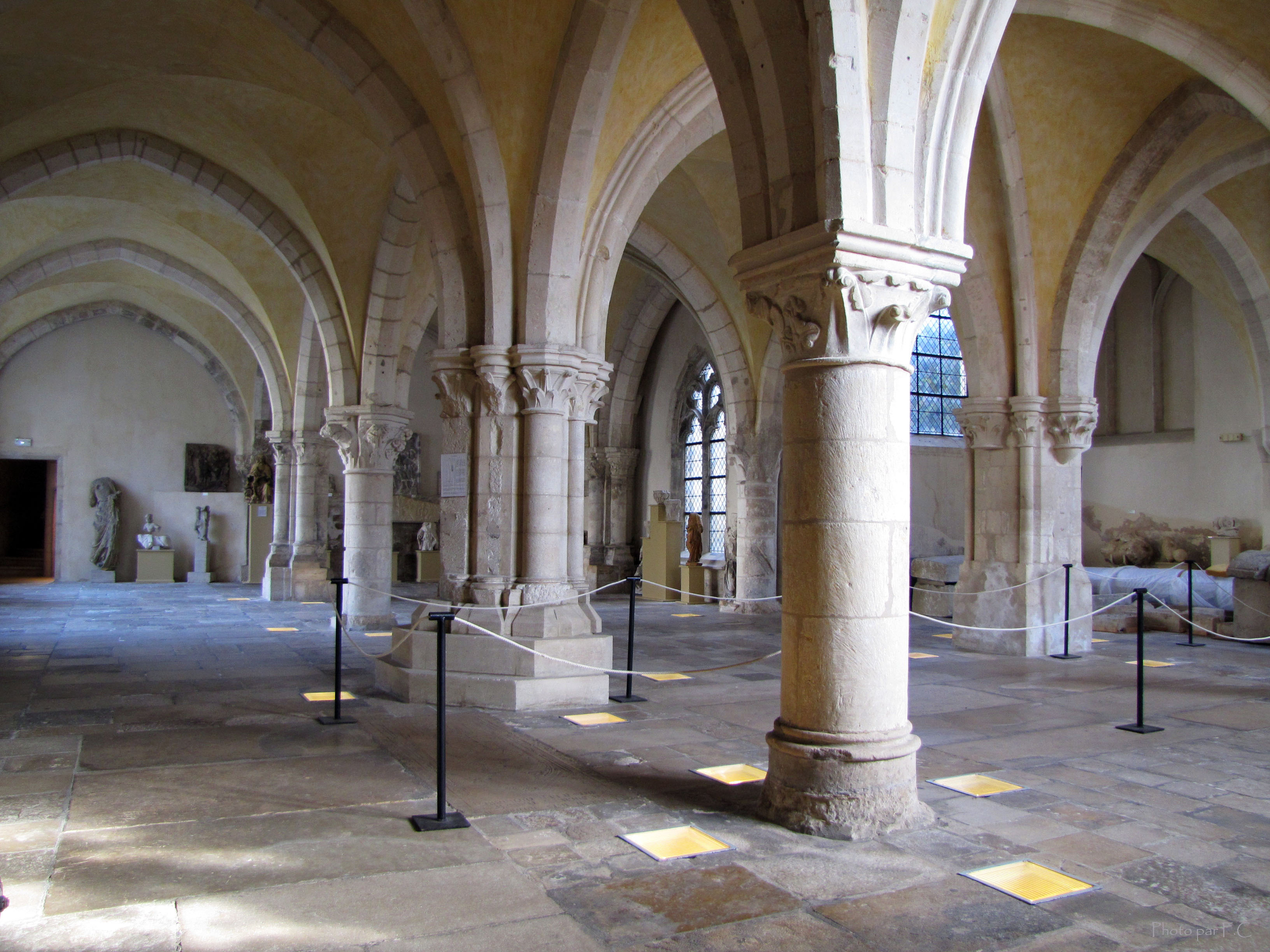
Voormalige ziekenzaal van de stad Toul

Na zijn verkiezing tot bisschop zochten de burgers van Toul om zo veel mogelijk vrijheden te verwerven, buiten het gezag van de prins-bisschop. Toul was een van de Trois-Evêches die onder Franse invloed stonden. Keizer Hendrik VII aanhoorde de vraag van de burgers van Toul. Hij stuurde Theobald II, hertog van Lotharingen, naar Toul als vicarius of beschermheer. Bisschop Jan II, die als Fransman aanleunde bij de koning van Frankrijk Filips IV, stuurde de hertog weg. Dit lukte nadat Jan II hem een jaarrente van 100 ponden bezorgde. Het vertrek van hertog Theobald II stond de burgers van Toul niet aan. Om de kalmte in de stad te bewaren, stortte Jan II de helft van alle boetes door naar de stadskas. De rust keerde weer.
Op 25 november 1314 werden er twee keizers gekroond. De ene was Lodewijk IV de Beier, de rechtmatige keizer. Hij werd in de keizersstad Aken gekroond doch door de verkeerde aartsbisschop (deze van Mainz) en met nagemaakte regalia. Dezelfde dag werd in Bonn de Habsburger Frederik de Schone gekroond; dit gebeurde met de juiste coronator, de aartsbisschop van Keulen, en met de juiste regalia. Frederik de Schone was echter tegenkeizer. Dit kroningsgebeuren deed de ruzies in de stad Toul oplaaien. Jan II verliet Toul. Hij vestigde zich binnen de veilige muren van Avignon, bij paus Clemens V en nadien paus Johannes XXII. Jan II stierf in Avignon in het jaar 1320.
Pas in 1367 lukte het de burgers van Toul een vrije rijksstad te zijn, los van de prins-bisschop van Toul.